# Серено-дел-Мар (Каліфорнія)
Серено-дел-Мар (англ. Sereno del Mar) — переписна місцевість (CDP) в США, в окрузі Сонома штату Каліфорнія. Населення — 107 осіб (2020).

## Географія
Серено-дел-Мар розташоване за координатами 38°23′1″ пн. ш. 123°4′23″ зх. д. / 38.38361° пн. ш. 123.07306° зх. д. (38.383671, -123.073148).  За даними Бюро перепису населення США в 2010 році переписна місцевість мала площу 1,91 км², уся площа — суходіл.

## Демографія
Згідно з переписом 2010 року, у переписній місцевості мешкало 126 осіб у 63 домогосподарствах у складі 37 родин. Густота населення становила 66 осіб/км².  Було 115 помешкань (60/км²).
Расовий склад населення:
| - 93,7 % — білих - 0,8 % — вихідців з тихоокеанських островів - 0,8 % — чорних або афроамериканців - 0,8 % — азіатів - 1,6 % — осіб інших рас |

До двох чи більше рас належало 2,4 %. Частка іспаномовних становила 6,3 % від усіх жителів.
За віковим діапазоном населення розподілялося таким чином: 7,1 % — особи молодші 18 років, 56,4 % — особи у віці 18—64 років, 36,5 % — особи у віці 65 років та старші. Медіана віку мешканця становила 59,3 року. На 100 осіб жіночої статі у переписній місцевості припадало 100,0 чоловіків;  на 100 жінок у віці від 18 років та старших — 91,8 чоловіків також старших 18 років.
Цивільне працевлаштоване населення становило 19 осіб. Основні галузі зайнятості: освіта, охорона здоров'я та соціальна допомога — 47,4 %, роздрібна торгівля — 26,3 %, виробництво — 26,3 %.